# Ostroróg (Poznań)
Ostroróg – część miasta Poznania, a zarazem w części jednostka obszarowa Systemu Informacji Miejskiej na osiedlu samorządowym Stary Grunwald.

## Położenie
Teren Ostrorogu jest ograniczony:
- od północy: od ulicy Grochowskiej osią ulicy Marcelińskiej do ulicy St. Przybyszewskiego;
- od wschodu: od ulicy Marcelińskiej osią ulicy St. Przybyszewskiego i W. Reymonta do ulicy Grochowskiej;
- od południa i zachodu: od ulicy W. Reymonta osią ulicy Grochowskiej do ulicy Marcelińskiej.

Według Systemu Informacji Miejskiej Ostroróg jako jednostka obszarowa znajduje się w granicach:
- od północy: ulicą Marcelińską;
- od wschodu: na tyłach posesji przy ulicy Zakręt;
- od południa: ulicą Grunwaldzką;
- od zachodu: ulicą Grochowską.

## Historia
Historyczny Ostroróg został zaprojektowany przez architekta miejskiego Władysława Czarneckiego w końcu lat 20 XX wieku jako osiedle peryferyjne wychodzące za Aleję Okrężną (obecnie II rama wytyczona na zachodzie przez ulice Reymonta, Przybyszewskiego, Żeromskiego) początkujące urbanizację aż do Szosy Okrężnej (powstałej w latach 80 XIX w. jako droga rokadowa dla zaopatrzenia powstałego wówczas pierścienia fortyfikacji na zachodzie w ciągu dzisiejszych ulic Albańskiej-Jugosłowiańskiej-Bułgarskiej-Polskiej-Lutyckiej-Solidarności przez tereny powstałego później Jeziora Rusałka) na obszarze definiującym powojenny Grunwald.
Władysław Czarnecki zaprojektował Ostroróg w formie klina między dzisiejszymi ulicami Grochowską-Marcelińską z terenami zieleni po stronie wschodniej (torem wyścigów konnych na południe od Marcelińskiej, Szpitalem Diakonisek, cmentarzami parafii ewangelickich i polskokatolickich, terenami boisk przyszłego WKS Grunwald) i stanowi dzisiaj zabytkowy zespół urbanistyczno-architektoniczny objęty ochroną prawną od 1982 roku.
W latach 1954–1990 Ostroróg należał do dzielnicy Grunwald. W 2009 r. w północnej części obszaru utworzono jednostkę pomocniczą miasta Osiedle Jana Ostroroga na z 1 stycznia 2010 roku zamieszkiwane przez 1830 osób. 1 stycznia 2011 r. połączono dwie jednostki Osiedle Jana Ostroroga i Osiedla Stanisława Przybyszewskiego w jedno Osiedle Stary Grunwald, choć Rada Miasta odrzuciła inicjatywę z czerwca 2010 popartą przez ok. 2500 mieszkańców, by połączyć w Stary Grunwald także południową część Ostrorogu, Pogodno, Powstańczą i Abisynię. Połączenie wynikało z tzw. reformy funkcjonalnej jednostek pomocniczych w Poznaniu, a ponieważ Osiedle Jana Ostroroga była jednostką z zabudową mieszaną, którą zamieszkiwało mniej niż 5 tys. mieszkańców połączono je z Osiedlem Przybyszewskiego. Mimo iż w 2011 r. nowo-powstałe Osiedle Stary Grunwald, które zamieszkiwało 3594 osób i nadal nie spełniało założonego kryterium zostało powołane do życia. Południowa część Ostrorogu została w roku 2006 włączona do Osiedla Kopernika-Raszyn, w ramach reformy z 2011 r. nazwanej Osiedle Grunwald Południe. Na jej terenie pozostają historyczny dom Stanisława Mikołajczyka i modernistyczne szeregowce Eysymontta-Pękalskiego-Chmielewskiego.

## Komunikacja
Tramwaj dotarł do Ostrorogu w 1934 (znajdowała się tu końcówka). 31 grudnia 1936 nastąpiło przedłużenie trasy o 1300 metrów, do położonej dalej Abisynii. Obecnie obszar obsługiwany jest przez linie tramwajowe MPK Poznań podążające w kierunku Junikowa.